# Nedeljka Pirjevec
Nedeljka Pirjevec (tudi Dominika, dekliški priimek Kacin), slovenska gledališka igralka, prevajalka in pisateljica, * 8. januar 1932, Reka, Cerkno, † 3. julij 2003, Golnik.
Obiskovala je Akademijo za igralsko umetnost Ljubljani in leta 1953 diplomirala iz dramske igre. Nastopala je v Gledališču Slovenskega Primorja (1952–53), Slovenskem narodnem gledališču Maribor (1953–56), Prešernovem gledališču Kranj (1956–58) ter v Trstu in na Ptuju ter med letoma 1959 in 1964 na RTV Ljubljana. Prevedla je več radijskih iger ter leta 1992 napisala roman Zaznamovana, v katerem se prepletata umiranje njenega moža Dušana Pirjevca in njena življenjska zgodba.